# Margëlliçi vár
A margëlliçi vár (albán Kalaja e Margëlliçit) ókori eredetű vár- és városrom Albánia középső részén, a Myzeqeja síkja és a mallakastrai dombvidék találkozásánál, Patos városától 4 kilométerre délkeletre. A késő bronzkori erődített település a vaskorban, az i. e. 7–6. századra az illírek fontos települése, kereskedelmi és kézműipari központ, az i. e. 4. századra a büllionok hellenisztikus városa lett. Az első római–illír háborúval (i. e. 229) római fennhatóság alá került, majd az i. e. 1. század végéig fokozatosan elnéptelenedett. Talán a római forrásokból ismert Bargullummal azonosítható.

## Története
A preillírekhez köthető késő bronzkori erődített települések közé tartozik, amelyet lakói az i. e. 2. évezred végén építettek egy kb. 280 méteres magaslatra. A korszak más protourbán településeitől abban tért el, hogy erődítése nem pusztán az állatállomány vagy a környező lakosság ideiglenes védelmére épült, hanem állandóan használt lakóházak is épültek a falakon belül. Már a vaskor évszázadaiban erősen hatott rá az égei görögök kultúrája, a régészeti ásatások során i. e. 7. századi rétegekből – amikor a görögök még nem alapították meg illíriai poliszaikat, Epidamnoszt és Apollóniát – görög földről származó agyagedények és egyéb kézművestermékek kerültek elő. Az i. e. 6. században az illírek legfejlettebb települései közé tartozó kereskedelmi és kézműipari központ falát szépen kidolgozott kövekből felújították.
Az i. e. 4. században az illírek közé tartozó büllionok települése, a székhelyüket, Bülliszt védő körkörös erődrendszer része volt az amant szállásterületek határán. Az i. e. 4. század végén vagy az i. e. 3. század elején falait az apollóniai technikával, azaz agyagba fektetett téglasorokkal megmagasították. Ebben az időszakban már kifejezetten hellenisztikus település volt. A város utcahálózata az ortogonális mintát követte, kőlapokkal fedett utcáik kétoldalán csatornák vezették el az eső- és a szennyvizet, lakóházaik mellett számos üzlet és műhely volt a városban. Lakói szőlőtermesztéssel is foglalkoztak, de különösen fazekastermékeikről voltak nevezetesek. Agyagedényeikhez többé nem a hellén világ, hanem a part menti görög kolóniák, főként Apollónia szolgáltatták a mintákat. Virágmotívumokkal díszített termékeik mellett terrakottaszobrocskákat, a görögök és az amazonok mitikus csatáját, az Amazonomakhiait ábrázoló agyaglapokat, és finoman kidolgozott homokkő sztéléket tártak fel az ásatások során. A legérdekesebb margëlliçi leletek közé tartozik egy i. e. 2. századi agyagedény, amelyen egy korabeli labdajátékot örökített meg a mester. Az első római–illír háborúban (i. e. 229) a város a Római Köztársaság protektorátusa alá került, de ezt követően jelentősége elenyészett, majd az i. e. 1. század végére elnéptelenedett.
A régészeti irodalomban felmerült annak lehetősége, hogy a Titus Livius által az első római–makedón háború (i. e. 214–205) kapcsán említett Bargullum vagy Bargulium esetleg a margëlliçi romokkal azonosítható. (Hasan Ceka albán régész azonban a mai Beratot javasolta az ókori Bargullum helyszíneként.)